# La lógica de la acción colectiva
La lógica de la acción colectiva es un libro de investigación académica de Mancur Olson, economista, sociólogo e investigador (1932-1998) en el que Olson se enfoca en analizar los comportamientos competitivos fuera del mercado, y los cuales no son solo de carácter político y social.

## Antecedentes
Marcus Olson, quien se estaba doctorando en economía por la Universidad de Harvard en 1963, probablemente basó su obra en la necesidad de relacionar y reconciliar de nuevo el “poder” con la “libertad”.
Ya que hasta 1963, la teoría económica se encontraba en un proceso de reformación teórica tras la Segunda Guerra Mundial, y se pretendía que esta pudiera explicar los sentidos y razones del Estado, los grupos y las instituciones. Olson, por tanto, llevó a cabo su tesis de investigación (La lógica de la acción colectiva) bajo la idea de ser también una teoría económica basada en la racionalidad del costo-beneficio.

## Contenido
En la lógica de la acción colectiva, Olson explica las diferencias entre el funcionamiento de grupos pequeños y grupos grandes. Explora los objetivos e intereses de los grupos y las razones por las cuales las personas deciden ser parte de un grupo u organización.
Olson explica principalmente las diferencias entre grupos pequeños y grupos grandes, para lo cual basa sus afirmaciones en la lógica económica del costo-beneficio, la teoría marxista de las clases y el Estado, y las teorías del “interés especial” y el “producto secundario”. La metodología de la investigación es de carácter observacional principalmente, ya que Olson basa sus conclusiones en observar el funcionamiento de los sindicatos. En los cuales observó el comportamiento, diferenciación y estructura como un grupo social organizado, cuyos resultados aquí se presentan.
Olson basa su estudio en la racionalidad económica, y mediante un análisis cualitativo, explora de forma lógica y metódica las acciones de los grupos. Plantea que se suele dar por sentado que los grupos de personas con intereses similares suelen intentar alcanzar esos intereses como grupos, y se espera que los grupos actúen según sus intereses personales. Sin embargo, la racionalidad individual no basta para entender la racionalidad colectiva.

## Racionalidad individual en los grupos
La acción colectiva es el conjunto de acciones de individuos que buscan alcanzar los intereses del grupo o de la organización, y a su vez beneficiarse de las recompensas colectivas. En grupos pequeños y grandes existen diferencias en cuanto a intereses colectivos e individuales.
En los grupos pequeños se suelen perseguir de forma más impetuosa los objetivos del colectivo ya que los beneficios de los fines del grupo son más cercanos a los individuos.
En los grupos grandes, por otro lado, los individuos no se prestan enteramente a las causas del colectivo debido a que sea cual sea su nivel de aporte, el beneficio sigue siendo el mismo para todos, incluso si el beneficio es menor.
La racionalidad individual en los grupos hace alusión a que las personas actuarán en función de su beneficio, por lo que, si el beneficio es menor, la acción individual también es menor. A excepción por supuesto, de si existe un control del grupo, o de si se ofrecen beneficios extra por el trabajo. Como dice Olson: “Si los miembros de un grupo grande tratan racionalmente de maximizar su bienestar personal, no actuarán para favorecer los objetivos del grupo, a menos que haya coacción para obligarlos o incentivos selectivos que se les ofrezca individualmente".

## Incentivos selectivos
Olson basa la función de los incentivos selectivos en una relación de ganar y perder, o cuanto se obtiene según la contribución de los individuos. Los individuos desean participar en grupo cuando se les presenta incentivos para hacerlo, ya que la racionalidad individual conduce a las personas a buscar un beneficio sin que esto implique costos excesivos. Los incentivos selectivos, sobre todo, conducen a las personas a pertenecer y actuar según las normas del grupo.

## Diferencias entre grupos pequeños y grupos grandes
Existen diferencias entre los grupos pequeños y los grupos grandes, los grupos pequeños se caracterizan por:
- Compartir más incentivos para trabajar por los intereses del grupo. Al ser un grupo con un número de individuos limitado, los miembros de los grupos pequeños se sienten más cercanos entre sí.
- Analizar las decisiones más detenidamente y tomarlas mucho más rápido que en los grupos grandes.
- Tener una mayor intención de aportar por una causa cercana, el escalar de puesto, el ayudar a determinadas personas o a su entorno.
- Compartir el incentivo de la aceptación social y la inclusión personal dentro del grupo.

Los grupos grandes, por su parte, se caracterizan por:
- Tener mayor alcance y número de miembros.
- Estar conformados por subdivisiones, departamentos o grupos más pequeños, que agilizan su desempeño.

## Heterogeneidad de los grupos
Se entiende como heterogeneidad en un grupo a la variedad de elementos que lo conforman, un grupo grande, por ejemplo, es heterogéneo dada la variedad de grupos más pequeños que lo conforman. La heterogeneidad es una característica importante en la lógica de acción de los grupos, principalmente porque representa un reto mayor a la hora de organizar o mantener la cohesión y la acción en un grupo.
Los grupos homogéneos son más fáciles de cohesionar y de promover acción, ya que todos los miembros pueden compartir intereses comunes más definidos, y sobre todo en estos grupos se pueden ofrecer incentivos selectivos, tanto positivos o negativos. Las relaciones personales, por ejemplo, o la privación de estas “sirven como incentivos selectivos, pero solo pueden darse en un ambiente con miembros limitados y homogéneos” dice Olson.

## Ejemplo
En la estructura del Estado, por ejemplo, existen ministerios o funciones, y dentro de esos organismos existen departamentos, oficinas o grupos más pequeños. El entorno de los grupos pequeños suele ser más propio o particular, por lo que además de los incentivos económicos o materiales, existen también los sociales o psicológicos. La intención de aportar por una buena causa, el escalar de puesto, el ayudar a determinadas personas o entorno, o el incentivo de la aceptación social y la inclusión personal dentro del grupo.